# Garbata
Garbata – część wsi Tempoczów-Rędziny w Polsce, położona w województwie świętokrzyskim, w powiecie kazimierskim, w gminie Skalbmierz.
W latach 1975–1998 Garbata administracyjnie należała do województwa kieleckiego.